# Charles Alfred Bartlett
Commodore Charles Alfred Bartlett (London, 1868. augusztus 21. – Waterloo, Merseyside, 1945. február 15.) brit tengerész, kapitány és katona, a Royal Naval Reserve tisztje, aki a White Star Line-nál is dolgozott, leginkább a HMHS Britannic kapitányaként lett ismert. 
Londonban született, hat évig dolgozott a British-India Steam Navigation Company-nál, mielőtt 1894-ben szerződtetett a White Starhoz. 1893-ban kinevezték a királyi haditengerészet tisztviselőjének. Ezután lett a Britannic kapitánya 1915-től 1916. november 21-ig, amikor is a kórházhajó Kéosz szigetének közelében aknára futott, és elsüllyedt. Bartlettet kollégái "Iceberg Charlie"-nak szólították, mivel állítása szerint a tengeren "megérezte, ha jéghegyek voltak a közelben". 1931-ben nyugállományba vonult, és 1945. február 15-én halt meg a Liverpool melletti waterlooi idősek otthonában, 76 évesen.

## A populáris kultúrában
A 2000-ben készült Britannic című filmben John Rhys-Davies alakítja a kapitányt. A filmben azonban nevét hibásan, "Barrett"-nek ejtik, vélhetően azért, mert összetévesztették a Titanic egyik túlélőjével, Fred Barrettel.

### Fordítás
- Ez a szócikk részben vagy egészben  a   Charles Alfred Bartlett című angol Wikipédia-szócikk ezen változatának fordításán alapul.  Az eredeti cikk szerkesztőit annak laptörténete sorolja fel. Ez a jelzés csupán a megfogalmazás eredetét és a szerzői jogokat jelzi, nem szolgál a cikkben szereplő információk forrásmegjelöléseként.